# Thinking of You (chanson)
Pour les articles homonymes, voir Thinking of You.
Singles de Katy Perry
Hot n Cold
(2008) Waking Up in Vegas
(2009)
Pistes de One of the Boys
Waking Up in Vegas Mannequin
Thinking of You est le troisième single de Katy Perry issu de son album One of the Boys, sorti en 2008. Contrairement aux titres plus entraînants de l'album, la chanson est une ballade rock douce qui met en valeur la palette émotionnelle et la vulnérabilité de Perry. Les paroles évoquent les sentiments persistants pour un ancien amant, tout en poursuivant une relation actuelle, avec un ton plus introspectif et mature. La chanson a été saluée pour ses paroles sincères et sa composition mélodique, et son clip, situé dans un contexte de guerre des années 1940, a renforcé son impact émotionnel. « Thinking of You » a atteint les charts dans plusieurs pays, démontrant une fois de plus la polyvalence de Perry en tant qu'artiste, au-delà de ses tubes plus enjoués et provocateurs.

## Thème
« Thinking of You » explore le combat émotionnel que représente la nostalgie d'un amour passé tout en étant engagée dans une relation actuelle. La chanson exprime des sentiments de regret, de perte et de comparaison, tandis que le narrateur évoque un ancien partenaire qui a laissé une trace durable,. Contrairement aux titres plus optimistes ou enjoués de Katy Perry, « Thinking of You » est une ballade mélancolique qui met en lumière la vulnérabilité et le chagrin. Perry a décrit cette chanson comme profondément personnelle et l'une des premières qu'elle ait écrites, soulignant qu'elle révèle un côté plus sérieux de son art,.
Les critiques ont souligné que les paroles dressent un portrait émotionnel saisissant de quelqu'un qui est physiquement avec une personne, mais émotionnellement avec une autre. Rolling Stone a décrit la chanson comme « une pièce vulnérable qui contraste avec l'impertinence habituelle de Perry et sa sincérité ».

## Liste des pistes
Promo CD (Capitol/Virgin 2689922 EMI/EAN 5099926899220)
1. Thinking of You (Radio Edit Version) - 3:59
2. Thinking of You (Album Version) - 4:07
3. Thinking of You (Live Acoustic Version) - 4:51
4. Thinking of You (Instrumental Version) - 4:07

CD Single (Capitol/Virgin 6945262 EMI/EAN 5099969452628)
1. Thinking of You (Album Version) - 4:07
2. Thinking of You (Live Acoustic Version) - 4:51

## Clip
Le clip est apparu pour la première fois sur iTunes la première semaine de décembre 2008. Dans le clip, on peut apercevoir Matt Dallas, acteur dans la série Kyle XY. Le jeune homme incarne un soldat mort au combat, que Katy pleure alors qu'elle est aujourd'hui avec quelqu'un d'autre. La chanteuse avoue qu'elle se dégoûte, parce que quand elle est avec lui, c'est à son premier amour qu'elle pense toujours.

## Charts
| Chart (2009)                           | Meilleur Position |
| -------------------------------------- | ----------------- |
| Australie                              | 4                 |
| Autriche                               | 8                 |
| Canada                                 | 4                 |
| Chili                                  | 8                 |
| Pays-Bas                               | 8                 |
| République tchèque                     | 2                 |
| Europe                                 | 7                 |
| France                                 | 11                |
| Allemagne                              | 9                 |
| Irlande                                | 8                 |
| Israël                                 | 1                 |
| Italie                                 | 4                 |
| Suisse                                 | 5                 |
| Royaume-Uni                            | 7                 |
| U.S. Billboard Hot 100                 | 5                 |
| U.S. Billboard Pop 100                 | 1                 |
| U.S. Billboard Hot Adult Top 40 Tracks | 5                 |

## Sortie
| Pays        | Date            | Format                   |
| ----------- | --------------- | ------------------------ |
| Canada      | 4 janvier 2009  | Téléchargement/CD single |
| États-Unis  | 12 janvier 2009 | Radio                    |
| Allemagne   | 18 janvier 2009 | Téléchargement/CD single |
| Australie   | 19 janvier 2009 | Radio                    |
| Europe      | 20 février 2009 | Téléchargement/CD single |
| Brésil      | 25 février 2009 | Téléchargement/CD single |
| Royaume-Uni | 9 mars 2009     | Téléchargement/CD single |
| France      | 30 mars 2009    | Téléchargement/CD single |

## Reprises
Le titre a été repris sur internet puis sur l'album The Covers par le chanteur Sam Tsui en 2010.